# De Bijenkorf

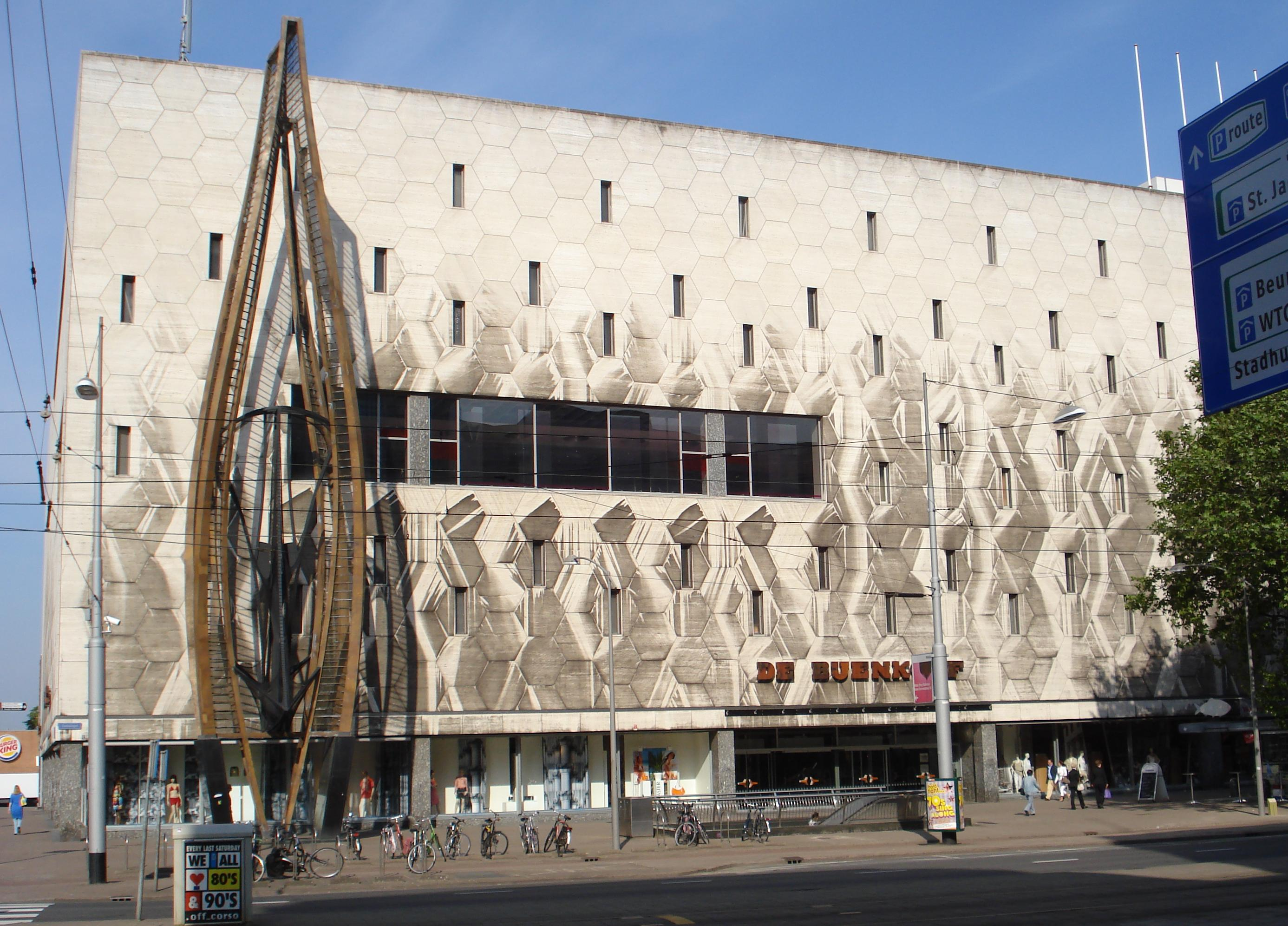
I grandi magazzini De Bijenkorf di Rotterdam

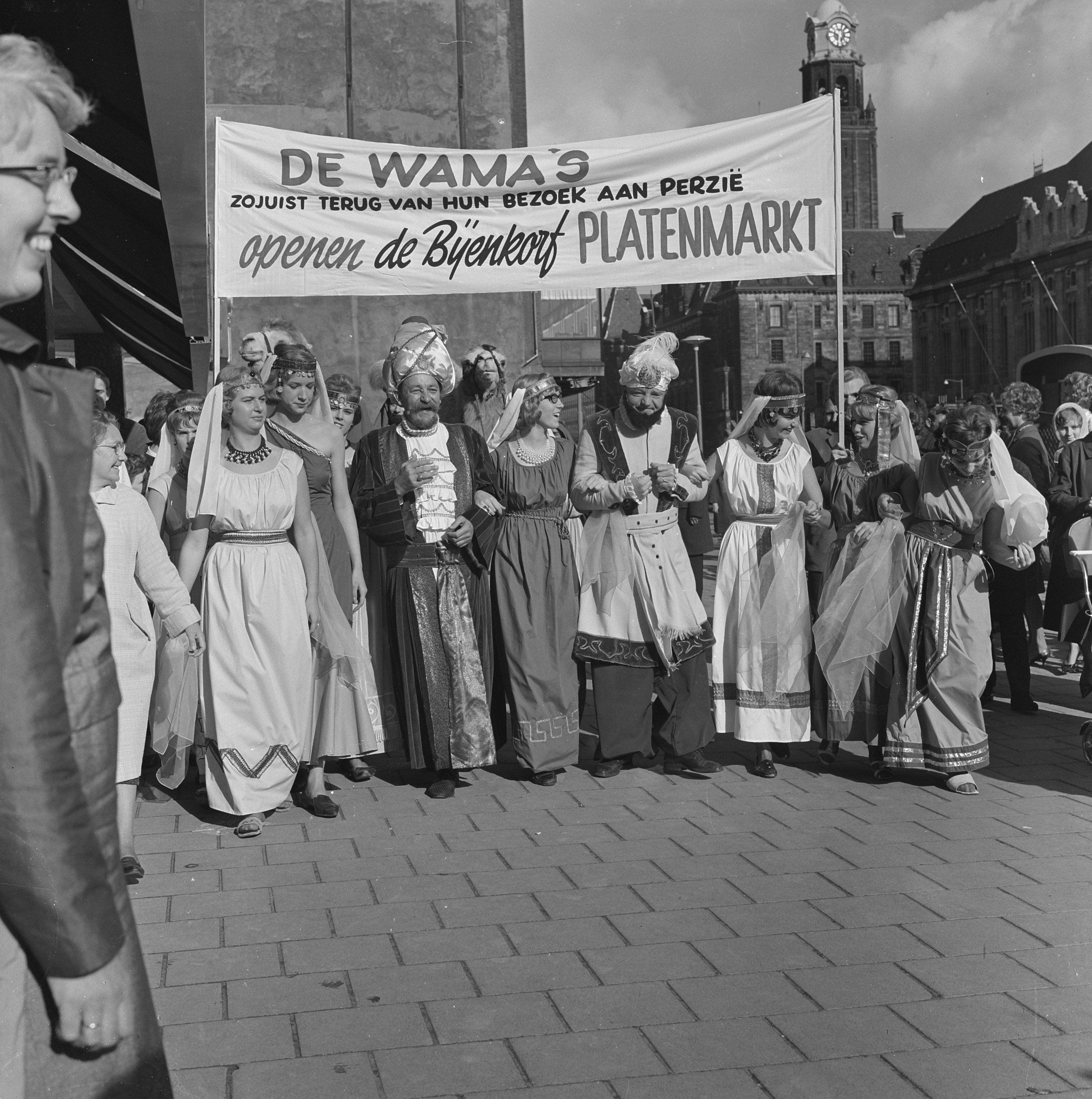
Mercatino del disco presso i grandi magazzini De Bijenkorf di Rotterdam nel 1963

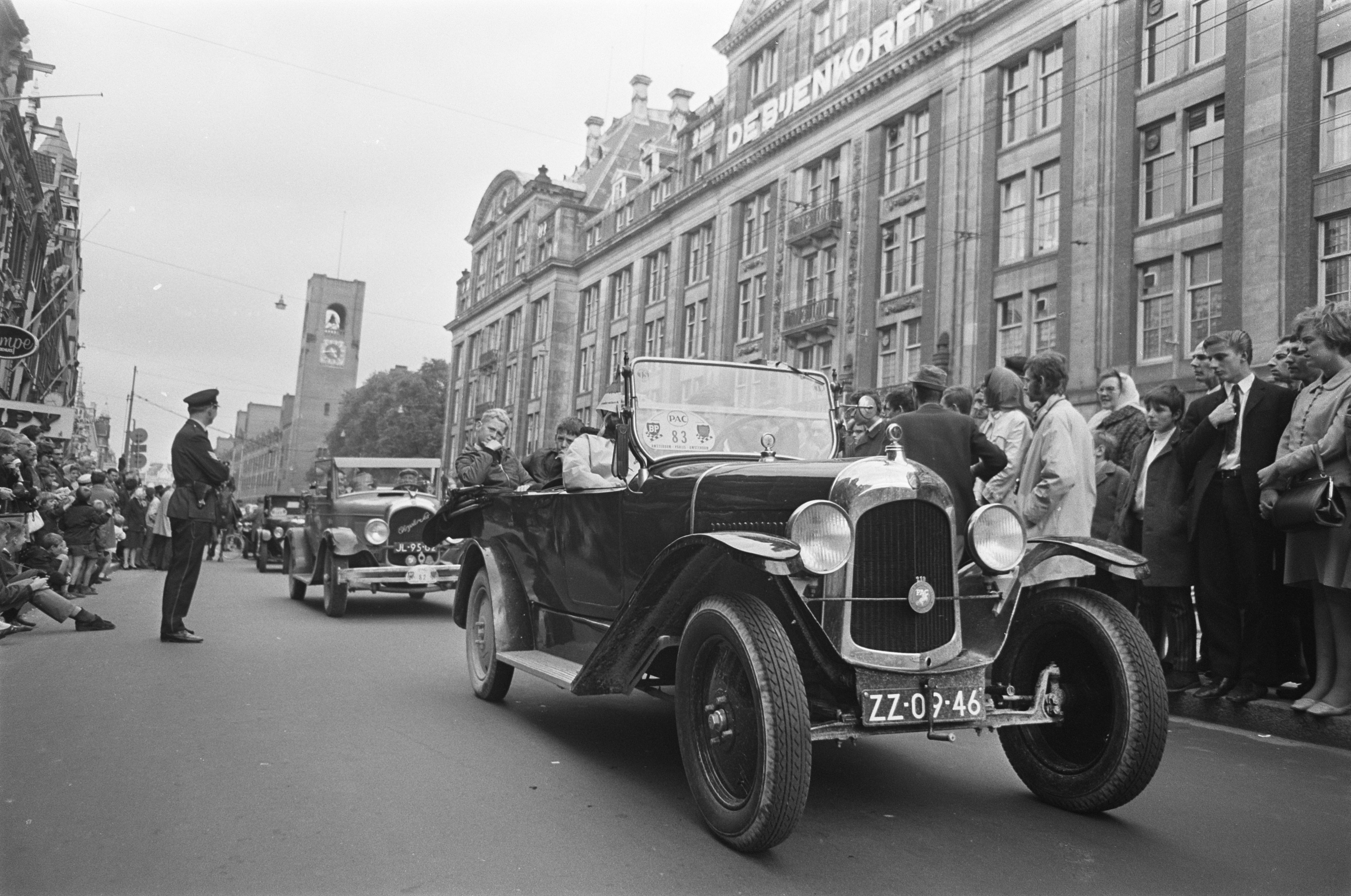
I grandi magazzini De Bijenkorf di Amsterdam nel 1968

De Bijenkorf (pron.: /də ˈbɛi̯jə(ŋ)ˌkɔrf/; letteralmente: "L'alveare") è una storica catena olandese di grandi magazzini fondata ufficialmente ad Amsterdam nel settembre 1914, ma le cui origini vengono fatte risalire al 1870 ed attualmente di proprietà del Selfridges Group Limited.
Oltre che ad Amsterdam, la catena ha altre filiali a L'Aia, Rotterdam, Amstelveen, Arnhem, Breda, Eindhoven, Enschede, Groninga, 's-Hertogenbosch, Maastricht, Utrecht, e Woerden, otre che in Belgio e in Germania.

## Storia
Le origini dei grandi magazzini De Bijenkorf risalgono al 1870, quando l'imprenditore ebreo Simon Philip Goudsmit (1844-1889) aprì un piccolo negozio di filati e tessuti al nr. 132 della Nieuwendijk, ad Amsterdam.
Dopo la morte di Goudsmit, avvenuta nel 1899, la moglie, rimasta vedova con quattro figlie un figlio di appena 3 anni, chiese aiuto al genero Aron Arthur Isaäc (1866-1932), che nel 1895 aveva sposato Ella Goudsmit.
Quest'ultimo, acquistò una serie di negozi lungo la Nieuwendijk, segnatamente ai nr. 126-132, 144 e 164. I negozi occupavano un'area di 530 mq, dove erano impiegate 87 persone, di cui 45 erano addetti alla vendita.
In seguito, nel 1910, Aron Arthur Isaäc Goudsmit acquistò per 640000 fiorini il terreno nel Damrak che ospitava l'edificio della borsa progettato dall'architetto Zocher e che era stato demolito nel 1903. Nel 1911 venne incaricato l'architetto J. A. van Straaten di realizzare un nuovo edificio a Piazza Dam e tre anni dopo, nel settembre 1914 aprirono così i battenti gli attuali grandi magazzini Bijenkorf di Amsterdam.
Successivamente, a cavallo tra gli anni venti e gli anni trenta, De Bijenkorf aprì du filiali, una a L'Aia, sorta il 25 marzo 1926 lungo la Kalverstraat con il nome di Hema (acronimo di Hollandse Eenheidsprijzen Maatschappij Amsterdam) in un edificio progettato dall'architetto Piet Kramer, e una lungo il Coolsingel a Rotterdam nel 1930 in un edificio chiamato "Glazen Paleis" e progettato dall'architetto Willem Dudok.
In seguito, nel 1935 venne ampliata la sede di Amsterdam in direzione della Warmoesstraat: il progetto fu affidato all'architetto D. Brower.
Con l'avvento seconda guerra mondiale, la sede di Amsterdam impiegava in data 1 maggio 1945 2070 persone e la filiale de L'Aia impiegava 735 persone, nessuna delle quali era ebrea. Quattro anni prima, le persone di religione ebraica impiegati nei due negozi erano rispettivamente 704 (su un totale di 3302) e 298 (su un totale di 2036).
In seguito, circa 700 collaboratori di De Bijenkorf di origine ebraica vennero uccisi dai nazisti.
Nel secondo dopoguerra, i titolari di De Bijenkorf incaricarono alcuni artisti di occuparsi della ristrutturazione della sede di Amsterdam: tra questi, vi fu l'architetto Benno Premsela (1920-1997), il quale, a partire dal 1949, si occupò della ristrutturazione dei piani del grande magazzino di Amsterdam. Lo stesso Premsela dedicò uno degli ultimi piani del magazzino alla regina Guglielmina, dopo la sua morte, avvenuta il 28 novembre 1962.
Nel 1957, venne ricostruito, su progetto dell'architetto Marcel Breuer l'edificio della sede di Rotterdam, dato che l'edificio preesistente era stato gravemente danneggiato durante i bombardamenti tedeschi sulla città. Successivamente, a cavallo tra la fine degli anni sessanta e la metà degli anni settanta, furono aperte le filiali di Eindhoven (nel 1969), di Woerden (nel 1973) e di Arnhem (il 20 marzo 1975).
Nel 1984, De Bijenkorf iniziò ad organizzare l'annuale corsa agli acquisti nota come Drie Dwaze Dagen (ovvero "Tre giorni folli"), durante la quale i prodotti vengono venduti a prezzi notevolmente ribassati.
Tra la fine del XX secolo e gli inizi del XXI secolo, vennero quindi inaugurate le filiali di Amstelveen (nel 1998), di Breda, 's-Hertogenbosch, Groninga (nel 2001), Enschede (nel 2002) e Maastricht.
Nel 2011, la proprietà dei grandi magazzini De Bijenkorf venne acquisita dal Selfridges Group Limited.